# Hallsjön, Småland
Hallsjön är en sjö i Ljungby kommun i Småland och ingår i Lagans huvudavrinningsområde. Sjön har en area på 1,13 kvadratkilometer och ligger 143 meter över havet. Sjön avvattnas av vattendraget Lagan (Härån).

## Delavrinningsområde
Hallsjön ingår i det delavrinningsområde (631570-138831) som SMHI kallar för Nedlagd mätstation. Medelhöjden är 154 meter över havet och ytan är 10,91 kvadratkilometer. Räknas de 69 avrinningsområdena uppströms in blir den ackumulerade arean 1 392,07 kvadratkilometer. Avrinningsområdets utflöde Lagan (Härån) mynnar i havet. Avrinningsområdet består mestadels av skog (56 procent), öppen mark (12 procent) och jordbruk (16 procent). Avrinningsområdet har 1,12 kvadratkilometer vattenytor vilket ger det en sjöprocent på 10,2 procent.